# Vensecar Internacional
Vensecar Internacional ist eine venezolanische Frachtfluggesellschaft mit Sitz in Caracas und Basis auf dem dortigen Simón Bolívar International Airport. Sie fliegt ausschließlich für DHL.

## Geschichte
Die Fluggesellschaft wurde 1996 gegründet und gehört zu 51 % Jose Henrique D'Apollo und zu 49 % DHL.

## Flotte

### Aktuelle Flotte
Mit Stand April 2025 besteht die Flotte der Vensecar Internacional aus einem Flugzeug mit einem Alter von 34,3 Jahren:
| Flugzeugtyp | Anzahl | bestellt | Anmerkungen                | Durchschnittsalter |
| ----------- | ------ | -------- | -------------------------- | ------------------ |
| ATR 42-300F | 1      |          | betrieben für DHL Aviation | 34,3 Jahre         |
| Gesamt      | 1      | -        |                            | 34,3 Jahre         |

### Ehemalige Flugzeugtypen
In der Vergangenheit setzte Vensecar Internacional neben weiteren ATR 42 auch zwei Boeing 737-400 ein.